# 品川鈴子
品川 鈴子（しながわ すずこ、1932年2月19日-2016年10月29日）は、俳人。
愛媛県生まれ。神戸女子薬科大学（現神戸薬科大学）卒。山口誓子の『天狼』に属して俳句、連句を行う。1994年俳誌『ぐろっけ』を創刊、主宰、「ひよどり連句会」主宰、俳人協会評議員。

## 著書
- 『水中花 品川鈴子集』東京美術 現代俳句俊英30人集　1979
- 『漠』牧羊社 現代俳句女流シリーズ 1985
- 『品川鈴子集』牧羊社 自解100句選 1987
- 『品川鈴子集』俳人協会 自註現代俳句シリーズ 1988
- 『鈴蘭 句集』富士見書房 「俳句研究」句集シリーズ 1991
- 『品川鈴子句集』ふらんす堂 現代俳句文庫 1994
- 『真澄 品川鈴子句集』角川書店 1997
- 『船出 句集』朝日新聞社 2001
- 『水中花 句集』ウエップ俳句新書 2003
- 『「去来抄」とともに 俳句と連句を知る』ウエップ 2004
- 『六香 品川鈴子句集』角川書店 2004
- 『鰭 品川鈴子句集』角川書店 2006
- 『自解100句選 品川鈴子集』ウエップ 2007
- 『鈴子の鈴語り』神戸新聞総合出版センター (制作) 2007
- 『誓子の宇宙』朝日新聞社 2008
- 『龍宮の客 句集』角川書店 2008
- 『品川鈴子随筆集』神戸新聞総合出版センター (制作)

1、波枕　2012
2、生薬語り 小磯良平の思い出　2013
3、たんぽぽ城跡・雷寺 俳句で探る歴史とロマン 2015
- 『誓子の素粒子』ウエップ 2014

### 編著・監修
- 『薬草歳時記』監修 おうふう 2000
- 『旅しづく 俳人諸九尼』編著 ウエップ 産経学園叢書 2008
- 『はらから 合同句集』編著 ウエップ 2008